# Cegielnia (sielsowiet Nowosiółki)
Cegielnia – dawna leśniczówka. Tereny, na których była położona, leżą obecnie na Białorusi, w obwodzie grodzieńskim, w rejonie oszmiańskim, w sielsowiecie Nowosiółki.

## Historia
W czasach zaborów w gminie Kucewicze, w powiecie oszmiańskim, w guberni wileńskiej Imperium Rosyjskiego.
W latach 1921–1945 leśniczówka leżała w Polsce, w województwie wileńskim, w powiecie oszmiańskim, w gminie Kucewicze.
W 1931 w 1 domu zamieszkiwały 4 osoby.
Wierni należeli do parafii rzymskokatolickiej w Żupranach. Miejscowość podlegała pod Sąd Grodzki w Oszmianie i Okręgowy w Wilnie; właściwy urząd pocztowy mieścił się w Kucewiczach.